# Tommy Davidson (Schauspieler)

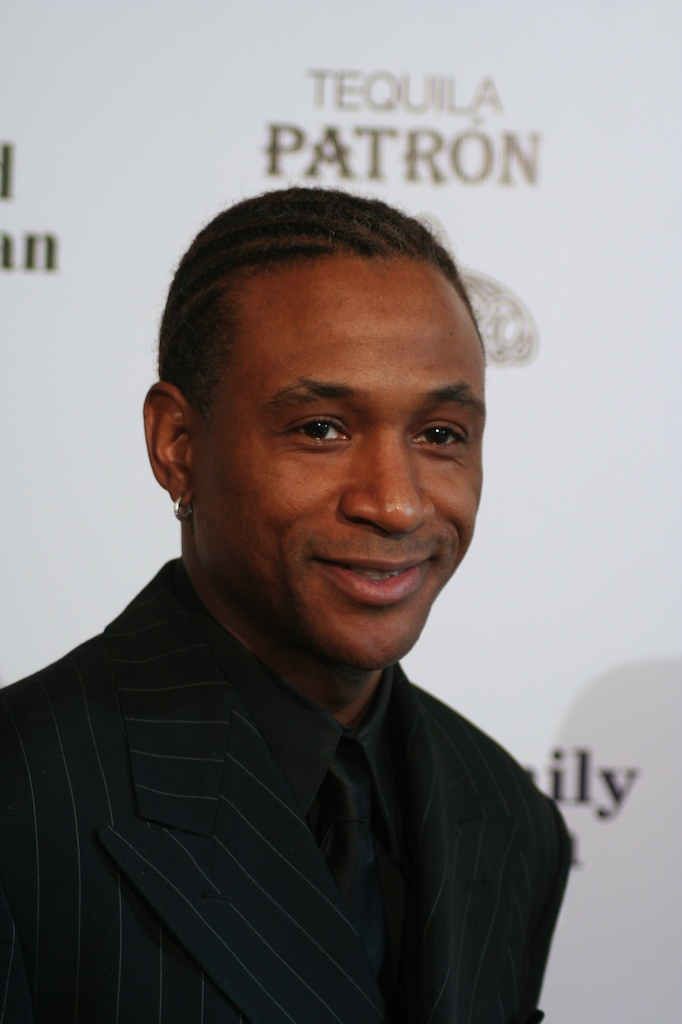
Tommy Davidson (2008)

Tommy Davidson (* 10. November 1963 in Washington, D.C.) ist ein US-amerikanischer Schauspieler.

## Leben und Leistungen
Davidson wurde als Kind adoptiert. Er studierte an der University of District of Columbia. Seine erste Rolle spielte er in einer Folge der Anthologieserie CBS Summer Playhouse aus dem Jahr 1989. In der Komödie Strictly Business (1991) übernahm er die Hauptrolle; in den Nebenrollen waren unter anderen Samuel L. Jackson und Halle Berry zu sehen.
In der Komödie Booty Call – One-Night-Stand mit Hindernissen (1997) spielte Davidson neben Tamala Jones, Jamie Foxx und Vivica A. Fox eine der Hauptrollen. In der Komödie Woo (1998) spielte er einen Mann, mit dem sich Woo (Jada Pinkett Smith) verabredet. In der Komödie It’s Showtime spielte er an der Seite von Damon Wayans und Jada Pinkett Smith, für diese Rolle wurde er im Jahr 2001 für den Black Reel Award nominiert. In den Jahren 2001 bis 2005 war seine Stimme in der Zeichentrickserie The Proud Family zu hören; diese Sprechrolle brachte ihm in den Jahren 2002, 2003, 2004 und 2005 Nominierungen für den Image Award. Für die Sprechrolle im anhand der Serie entstandenen Film The Proud Family Movie (2005) erhielt er 2006 eine weitere Nominierung für den Image Award.

## Filmografie (Auswahl)
- 1990–1994: In Living Color (Fernsehserie)
- 1995: Ace Ventura – Jetzt wird’s wild (Ace Ventura: When Nature Calls)
- 1991: Strictly Business
- 1997: Booty Call – One-Night-Stand mit Hindernissen (Booty Call)
- 1997: Plump Fiction
- 1998: Woo
- 2000: It’s Showtime (Bamboozled)
- 2000: Mister Sister – Eine Drag Queen in der Liga
- 2001–2005: Die Prouds (Fernsehserie, Stimme)
- 2005: The Proud Family Movie (Stimme)
- 2009: Black Dynamite
- 2016: Sharknado 4 (Sharknado 4: The 4th Awakens, Fernsehfilm)